# 城东街道 (泰州市)
城东街道，是中华人民共和国江苏省泰州市海陵区下辖的一个乡镇级行政单位。

## 行政区划
城东街道下辖以下地区：
东安社区、东康社区、东风社区、春兰社区、迎春社区、东城社区、东郊社区、斜桥社区、育才社区、老东河社区、宫涵社区、鲍坝社区、智堡社区、春晖社区、花园村、丁冯村、唐甸村、孙金村、魏徐村、窑头村和朱东村。